# Día de Martin Luther King Jr.
El día de Martin Luther King, Jr. (en inglés Martin Luther King, Jr. Day) es un día festivo de los Estados Unidos marcado por el aniversario del natalicio del reverendo doctor Martin Luther King, Jr. Se celebra el tercer lunes de enero de cada año, que es aproximadamente la fecha del nacimiento de King, el 15 de enero de 1929. La fiesta flotante es similar a los festivos establecidos bajo la Ley de Uniformidad de Festivos en lunes, aunque la fiesta es 15 años anterior a que recibiese el nombre de Día de Martin Luther King, Jr.
King fue el principal militante de la no violencia en el movimiento de derechos civiles, protestando con éxito contra la discriminación racial en la legislación federal y estatal. La campaña por un feriado federal en honor de King comenzó poco después de su asesinato en 1968. Ronald Reagan firmó la fiesta en ley en 1983, y fue observado por primera vez el 20 de enero de 1986. Al principio, algunos estados resistieron la observación de la fiesta como tal, dándole nombres alternativos o combinándola con otras fiestas. Se observó oficialmente en los 50 estados por primera vez en el año 2000.